# František Josef Čečetka

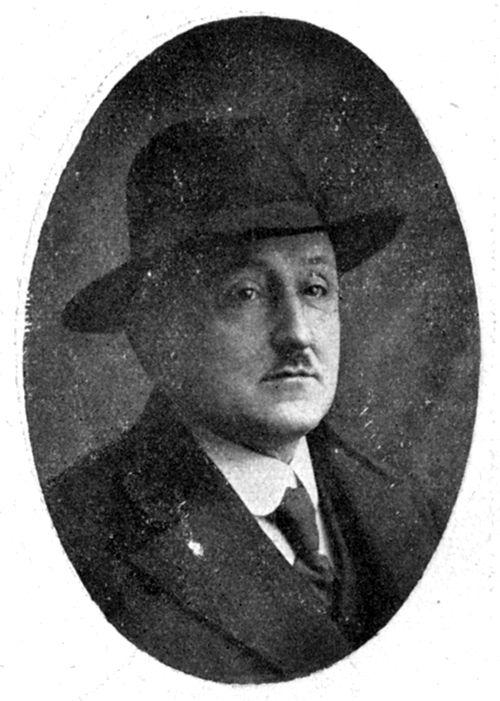
František Josef Čečetka

František Josef Čečetka (* 23. April 1871 in Nové Hrady; † 3. Juni 1942 in Prag) war ein tschechischer Schriftsteller historischer Romane und Dramen für Jugendliche. Er war Lehrer an der Jungenschule in Nymburk.

## Werke
- Königliches Städtchen (Královo městečko) (1896, Bilder aus dem Volksleben)
- Die Opfer der Liebe (Oběti lásky) (1906)
- Die Jüdin (Židovka) (1907, Historisches Bild)
- Über dem Westen (Nad západem) (1908, Historische Novellen)
- Adamita (1906, Drama)
- Der Bakkalaureus (Bakalář) (1907, Lustspiel)
- König Jiří z Poděbrad (Král Jiří z Poděbrad (drama))
- Meister Jan Hus (Mistr Jan Hus) (1927)
- Über die Herren der Winde, Wolken und der Gewässer (O pánech větru, mraků a vod)
- Die Adler der Großen Armee (Orlové Velké armády) (Drei Teile, über Napoleon bei Austerlitz und in Spanien)
- Petr Brandl (1929 – das Buch wurde mit dem Václav-Beneš-Třebízský-Preis ausgezeichnet)
- Der Roman der Kaiserin (Román císařovny) (über Maria Theresia)
- Der goldene Pfad (Zlatá stezka)
- Der Körper, die Welt, der Teufel (Tělo, svět, ďábel)
- Schwarze Augen (Černé oči)
- Der Abenteurer (Dobrodruh)
- Trilogie über die Hussiten (Husitská trilogie)

| Personendaten    | Personendaten                                                               |
| ---------------- | --------------------------------------------------------------------------- |
| NAME             | Čečetka, František Josef                                                    |
| KURZBESCHREIBUNG | tschechischer Schriftsteller historischer Romane und Dramen für Jugendliche |
| GEBURTSDATUM     | 23. April 1871                                                              |
| GEBURTSORT       | Nové Hrady                                                                  |
| STERBEDATUM      | 3. Juni 1942                                                                |
| STERBEORT        | Prag                                                                        |